# Сражение при Агагии
Сражение при Агагии — сражение между британской армией и объединёнными силами сануситов и Османской империи, произошедшее 26 февраля 1916 года в Агагии (также известной как Аккакия или Акакия), в 24 км к юго-востоку от города Сиди-Баррани в Египетском султанате (протекторат Великобритании), во время Сенусийской кампании Первой мировой войны.

## Предыстория

### Сануситы
Сануситы — религиозная секта, в основном состоящая из ливийских кочевников, сражавшихся с итальянцами в Ливии во время итало-турецкой войны 1911—1912 годов. После начала Первой мировой войны, 5 ноября 1914 года Великобритания объявила войну Османской империи, а летом 1915 года турецкие посланники, в том числе Нури-бей, брат Энвер-паши и Джафар-паши, заключили соглашение с лидером сануситов Ахмадом Шарифом ас-Сануси о совместном нападении на британцев в Египте. Сануситы должны были напасть с запада, в то время как османы — с востока через Палестину (см. Суэцкая операция).
К концу 1915 года многие британские войска в Египте были отправлены на Галлиполи и в Месопотамию, оставив западный Египет под защитой лишь небольшого гарнизона, состоящего из египетской береговой охраны. Османы и немцы начали поставлять сануситам вооружение на подводных лодках. 19 мая 1915 года немецкие и турецкие офицеры на подводных лодках высадились к западу от Саллума и разместили штаб в оазисе Сива. Сануситы собрали 5000 пехотинцев и других нерегулярных войск, оснащённых османской артиллерией и пулемётами, для провидения кампаний вдоль побережья против Саллума, Мерса-Матруха и Даабы по пути в Александрию и из Сивы через оазисы Бахария, Фарафра, Дахла и Харга, в 160 км к западу от Нила. 21 ноября 1915 года сануситы пересекли ливийско-египетскую границу, чтобы начать прибрежную кампанию.

### Прибрежная кампания

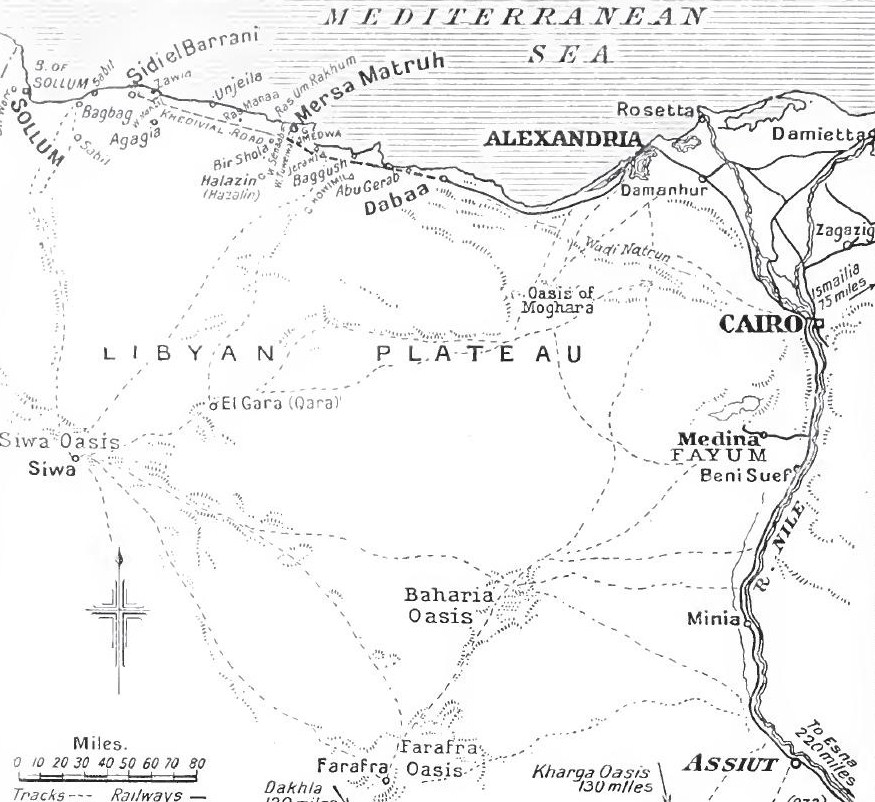
Западная пустыня на карте 1914 года

6 ноября 1915 года немецкая подводная лодка U-35 потопила британское судно «Тара» и канонерскую лодку береговой охраны «Аббас», а также серьёзно повредила судно «Нур-эль-Бахр» в заливе Саллум. 14 ноября сануситы атаковали Саллум, а 20 ноября был атакован египетский пост в 48 км к востоку от Саллума. Британцы отошли из Саллума в Мерса-Матрух, расположенный в 190 км к востоку, где были лучшие условия для размещения базы, и сформировали Западные пограничные войска (ЗПВ) под командованием генерал-майора Александра Уоллеса. 11 декабря британская колонна в Дувар-Хусейне подверглась нападению на трассе Матрух—Саллум, и в ходе инцидента в Вади-Сенбе заставила сануситов отступить.
Разведка продолжалась, и 13 декабря в Вади-Хашейфиате британцы снова подверглись нападению сануситов и после задержки вынудили их отступить. Британцы вернулись в Мерса-Матрух до 25 декабря, а затем совершили ночное наступление, чтобы застать сануситов врасплох. В битве при Вади-Маджиде сануситы снова потерпели поражение, но смогли отступить на запад. Воздушная разведка обнаружила ещё несколько лагерей сануситов в Халазине, которые подверглись нападению 23 января. Однако сануситы умело отступили, а затем попытались окружить британцев, которые были отброшены на флангах по мере продвижения центра. Однако британцы разгромили основные силы сануситов, которым снова удалось отступить.

### Западные пограничные войска
Западные пограничные войска (ЗПВ) состояли из 1/6-го Королевского шотландского полка, 2/7-го и 2/8-го Миддлсексских полков, территориальных пехотных батальонов, 15-го сикхского полка, броневиков Королевской военно-морской авиационной службы, 1/1-й Ноттингемширской королевской конной артиллерии, двух самолётов 17-й эскадрильи Королевского лётного корпуса и трёх кавалерийских полков, сформированных из тыловых частей йоменов и частей австралийской лёгкой кавалерии, участвовавшейся в Дарданелльской операции в составе пехоты. Поскольку командир ЗПВ генерал-майор Александр Уоллес страдал от старой раны, его сменил генерал-майор Уильям Пейтон, а 4 февраля ЗПВ были усилены 1-й южноафриканской пехотной бригадой под командованием бригадного генерала Генри Лукина и отрядом египетских инженеров. Затем ЗПВ получили 2000 верблюдов, что сделало их способными продвигаться на большие расстояния и удерживаться в пустыне.

## Подготовка

### Британские силы
ЗПВ продвинулись вдоль побережья от Мерса-Матруха до Сиди-Баррани, чтобы отбить Саллум на ливийско-египетской границе, но в качестве обмана распространили слухи о том, что они якобы собираются покинуть Мерса-Матрух. Колонна снабжения была отправлена на 130 км в Унджейлу (примерно на полпути к Сиди-Баррани) с 800 верблюдами, несущими 28-дневный рацион для 1400 человек, 200 лошадей и верблюдов, прибывших 16 февраля; через три дня последовала колесная колонна. 20 февраля Лукин двинулся к Унджейле с приказом быстро достичь Сиди-Баррани с 1-м и 3-м южноафриканскими пехотными батальонами, Дорсетским и Бакингемширским йоменскими полками, 6-м Королевским шотландским полком, большей частью батареи Ноттс 1/1-го Ноттингемширского полка RHA и  полевая машина скорой помощи. Во время марша британская воздушная разведка обнаружила лагерь сануситов в Агагии, в 24 км к юго-востоку от Сиди-Баррани. Отряд прибыл на назначенное место 22 февраля, и местные бедуины сообщили, что Нури-бей и Джафар-паша находятся в Агагии. 23 февраля отряд охранников был оставлен в Унджейле, а остальные прошли 19 км до Шаммаса, а на следующий день двинулись на 26 км в Вади-Мехтилу, в 13 км к северо-востоку от Агагии. Лукин планировал дать войскам отдых 25 февраля, а затем совершить ночное наступление, чтобы на рассвете атаковать лагерь сануситов.

### Османско-сануситские силы
Джафар-паша попытался опередить британцев и в 17:30 25 февраля приказал атаковать лагерь британцев при поддержке двух полевых орудий и пулемёта. Однако британская артиллерия заставила орудия замолчать, и сануситы были отброшены. Ожидая новых атак, Лукин отказался от ночного марша. На следующий день в 5 часов утра йомены провели разведку и обнаружили, что сануситы всё ещё находятся в Агагии без аванпостов, занимая песчаные холмы примерно с 1500 людьми, тремя орудиями и пятью пулемётами. Оборонительная позиция имела площадь около 1,6 км × 3,2 км, была укреплена среди песчаных дюн на невысоком плато и в некоторых местах была обнесена колючей проволокой. Атака с севера должна была осуществляться по земле, без прикрытия.

## Ход сражения
Лукин получил отчёт йоменов и в 9:30 утра вышел из лагеря и послал Дорсетских йоменов под командованием подполковника Х. М. В. Саутера, чтобы отрезать отступление сануситов. Йомены двинулись к западу от позиций сануситов, к песчаным холмам, с которых можно было наблюдать за сануситами. По пути они прикрыли огнём двух броневиков, которые сдерживали пулемётный огонь сануситов, после чего двинулись вперёд при поддержке 3-го и 1-го южноафриканских батальонов. К 11:00 войска продвинулись на 8,9 км, развернулись и в 11:20 попали под обстрел. Батальон продвигался в строю с солдатами с интервалом в два шага, имея пулемёты на флангах и прикрывая огонь батареи Ноттс. Сануситы ответили артиллерией, пулемётами и винтовками с скрытых позиций, невидимых для южноафриканцев. Потери увеличивались по мере приближения наступления к песчаным холмам, и Джафар-паша направил контратаку на левый фланг южноафриканцев. Рота 1-го южноафриканского батальона выдвинулась на фланг и отразила атаку, на что Лукин отдал приказ о генеральной атаке.
Пехота бросилась к линии фронта сануситов на краю песчаных холмов, а затем вступила в бой, в то время как сануситы отступали через дюны, задерживая наступление южноафриканцев к южной оконечности песчаных холмов до 15:15, когда южаноафриканцы обнаружили, что сануситы ушли. Дорсетские йомены подождали, пока беглецы отойдут на некоторое расстояние от траншей и проволокой вокруг позиции песчаного холма, и двинулись примерно на 910 м к западу от линии отступления сануситов. В 14:00 колонна сануситов была замечена рассредоточенной по пустыне на расстоянии более 1,6 км, с верблюдами и багажом впереди. Её защищали вооружённые пулемётами бедуины и мухафизии, составлявшие фланг и арьергард. Йомены спешились, чтобы дать отдых лошадям и изучить землю, которая слегка имела уклон в сторону колонны сануситов.
Отдохнув, йомены атаковали сануситов двумя линиями ровным галопом. По ним был открыт ответный огонь, который сначала был точным, затем стал более диким, а затем прекратился. Когда йомены оказались в 46 м от арьергарда, насчитывавшего около 150 человек, они атаковали сануситов с обнажёнными мечами, после чего арьергард сломал ряды и бедуины рассеялись. Саутер был сбит с лошади и упал возле Джафара, и нападавшие колебались, но вскоре прибыло пулемётное отделение и продолжило разгром. Джафар-паша и ещё двое турецких офицеров были взяты в плен, после чего последовала погоня в пустыне, где «значительное количество» сануситов было убито мечами. В результате были взяты в плен 39 человек, палатки сануситов сожжены, а верблюды согнаны в загон.

## Последствия

### Итоги
Похоронив погибших и дав отдых выжившим, Лукин двинулся к Сиди-Баррани и 28 февраля вошёл в него без сопротивления. 14 марта, после марша длиной 390 км, британцы отвоевали Саллум и поспешно очистили его от сануситов. Джафар-паша был доставлен в Каир и, лишившись своего руководства, восстание сануситов потерпело крах. Сануситы больше никогда не выдерживали нападения британцев, и хотя кампания длилась ещё несколько месяцев, препятствием для британских операций скорее были условия пустыни, а не сопротивление сануситов.

### Потери
Сануситы потеряли около 500 человек убитыми или ранеными и 39 взятыми в плен, а также 60 верблюдов, нагруженных финиками и 40 000 патронов, в то время как британцы потеряли 47 убитыми и 137 ранеными, 32 убитых и 26 раненых из которых были Дорсетскими йоменами.

## Дальнейшее чтение
- Jones Henry. The War in the Air: Being the Story of the Part Played in the Great War by the Royal Air Force (англ.). — Uckfield: Naval & Military Press, 2002. — Vol. 5. — 612 p. — ISBN 978-1-84342-416-1.
- Jones Henry. War in the Air. Being the Story of the Part Played in the Great War by the Royal Air Force: Supplementary Map Volume (англ.). — Uckfield: Naval & Military Press, 2020. — P. 67—68. — 124 p. — ISBN 978-1-78331-642-7.
- McGuirk Russell. The Sanusi's Little War: The Amazing Story of a Forgotten Conflict in the Western Desert, 1915-1917 (англ.). — London: Arabian Publishing, 2007. — 332 p. — ISBN 978-0-95447-727-1.
- Rolls Sam. Steel Chariots in the Desert: The Story of an Armoured-car Driver with the Duke of Westminster in Libya and in Arabia with T.E. Lawrence (англ.). — Paulerspury: Rolls-Royce Enthusiasts' Club, 1988. — 285 p. — OCLC 156803398.
- Anon. Union of South Africa and the Great War 1914-1918. Official History (англ.). — Uckfield: Naval & Military Press, 2015. — 264 p. — ISBN 978-1-84574-885-2.
- Woodward David. Hell in the Holy Land: World War I in the Middle East (англ.). — Lexington: University Press of Kentucky, 2006. — 253 p. — ISBN 978-0-81317-144-9.